# Arrêt Époux Barbier
Pour les articles homonymes, voir Barbier.
En droit administratif français, l'arrêt Epoux Barbier est une décision du Tribunal des conflits rendue le 15 janvier 1968. Il précise le partage des compétences juridictionnelles entre le juge administratif et le juge judiciaire en ce qui concerne les règlements organisant une activité de service public industriel et commercial.

## Faits
L'article 72 du règlement du 20 avril 1959 de la compagnie aérienne nationale Air France autorise la compagnie a licencier l'une de ses hôtesses de l'air si cette dernière se marie. Or, M. Barbier a épousé une hôtesse de l'air d'Air France. La compagnie a donc licenciée son employée, conformément à l'article 72 de son règlement. Madame Barbier conteste cette décision devant le juge judiciaire : le tribunal de grande instance. En effet, elle considère que le juge judiciaire est compétent pour connaitre le contentieux puisqu'il est le juge des abus de droit causés par une personne morale de droit privé telle que la compagnie Air France.
Or le préfet d'Île-de-France, où réside madame Barbier, considère que le litige relève plutôt de la compétence du juge administratif puisque le licenciement de la plaignante procède d'un règlement qui doit être assimilé à un acte administratif de la puissance publique. Aussi, le préfet saisit le Tribunal des conflits afin de trancher la question de la compétence juridictionnelle d'un tel litige.

## Problème de droit
Le problème de droit de cet arrêt ne concerne pas directement la légalité du licenciement de madame Barbier mais la compétence juridictionnelle quant à un litige concernant un règlement édictée par une personne morale de droit privé. En effet, le principe veut que les personnes morales de droit privé soient jugées par le juge judiciaire. 
Toutefois l'activité exercée par la compagnie aérienne bien qu'étant une personne de droit privé, peut être assimilée à une activité de service public industriel et commercial organisé par le biais d'un règlement qui peut être assimilé à un acte administratif. Or un tel acte entraine la compétence du juge administratif. 
Aussi, le Tribunal des conflits devait définir la compétence juridictionnelle du présent litige.

## Solution juridique
Le Tribunal des conflits considère que le juge administratif est compétent pour juger le contentieux opposant Air France et madame Barbier. En effet, le Tribunal reconnait qu'Air France est une personne morale de droit privé qui gère un service public industriel et commercial. Ce faisant, elle l'organise grâce à un règlement qui doit être appréhendé comme un acte administratif. L'appréciation de la légalité d'un tel acte revient au juge administratif, y compris s'il émane d'une personne morale de droit privé.